# Lineáris forma
Egy lineáris forma a lineáris algebrában egy lineáris leképezés, ami egy vektorteret a skalártestébe képez.
A funkcionálanalízisben topologikus valós vagy komplex vektorterek esetén többnyire folytonos lineáris funkcionálokat tekintenek lineáris formának.

## Definíció
Legyen {\displaystyle K} test, és legyen {\displaystyle V} vektortér {\displaystyle K} fölött. Egy {\displaystyle f\colon V\to K} leképezés lineáris forma, ha minden {\displaystyle x,y\in V} vektorra és {\displaystyle \alpha \in K} skalárra
1. {\displaystyle f(x+y)=f(x)+f(y)} (additivitás);
2. {\displaystyle f(\alpha x)=\alpha f(x)} (homogenitás).

Egy adott {\displaystyle V} vektortér feletti lineáris formák szintén vektorteret alkotnak annak skalárteste fölött, a vektortér {\displaystyle V^{*}} duális vektorterét.

## Tulajdonságok
A lineáris formák általános tulajdonságai:
- Ahogy a lineáris leképezéseket, úgy a lineáris formákat is meghatározzák az egy bázison felvett értékeik.
- Vagy triviálisak (azonosan {\displaystyle 0_{K}}) vagy szürjektívek.
- Ha két lineáris formának ugyanaz a magja, akkor egymás skalárszorosai.

A lineáris funkcionálok speciális jellemzői:
- Pontosan akkor folytonosak, ha magjuk zárt.
- Abszolútértékük félnorma {\displaystyle V}-n.
- A {\displaystyle \mathbb {K} ^{n}\to \mathbb {K} } lineáris funkcionálok pontosan azok a  {\displaystyle x\mapsto \langle v,x\rangle } leképezések, ahol {\displaystyle v\in \mathbb {K} ^{n}} egy vektor és {\displaystyle \langle \cdot ,\cdot \rangle } a standard skalárszorzat.

## Lineáris forma, mint tenzor
Egy {\displaystyle f} lineáris forma elsőfokú kovariáns tenzor; emiatt néha 1-formának is nevezik. Az 1-formák a differenciálformák bevezetésének alapját alkotják.

## Kapcsolódó fogalmak
Ha {\displaystyle K=\mathbb {C} }, és a második feltételt arra cseréljük, hogy {\displaystyle f(\alpha x)={\overline {\alpha }}f(x)} , ahol  {\displaystyle {\overline {\alpha }}} a komplex konjugálás, akkor szemilineáris formához jutunk.
Egy többváltozós leképezés, ami minden változójában lineáris vagy szemilineáris, lehet szeszkvilineáris forma, bilineáris forma vagy multilineáris forma.

## Lásd még
Forma (algebra)

## Fordítás
Ez a szócikk részben vagy egészben  a   Linearform című német Wikipédia-szócikk fordításán alapul.  Az eredeti cikk szerkesztőit annak laptörténete sorolja fel. Ez a jelzés csupán a megfogalmazás eredetét és a szerzői jogokat jelzi, nem szolgál a cikkben szereplő információk forrásmegjelöléseként.